# Leipheim
Leipheim ist eine Stadt im schwäbischen Landkreis Günzburg. Ihr Wahlspruch lautet: „Leipheim – Stadt an der Donau“. Zusammen mit der benachbarten Kreisstadt Günzburg bildet sie ein Doppel-Oberzentrum, eines von vieren in der Region Donau-Iller.

## Geografie

### Lage
Die Stadt liegt im Donauried an der nordwestlichen Grenze des Landkreises Günzburg im Schwäbischen Barockwinkel und Mittel- bzw. Oberschwaben. Sie ist Teil der Region Donau-Iller, einer ländergrenzenüberschreitenden Planungsregion in Bayern und Baden-Württemberg.
Sie liegt ca. 18 Kilometer östlich von Ulm und 50 Kilometer westlich von Augsburg.

### Naturräumliche Gliederung
Die Stadt liegt im Bereich des Übergangs des Donauriedes in die Donau-Iller-Lech-Platte. Das Stadtgebiet wird von Westen nach Osten durch die Donau geteilt. Nahe der Grenze zur Gemeinde Nersingen mündet die Roth in die Donau. Im Stadtgebiet nördlich der Donau liegt das Leipheimer Moos, welches als Teil des Schwäbischen Donaumooses direkt an das Langenauer Ried angrenzt.

### Gemeindegliederung

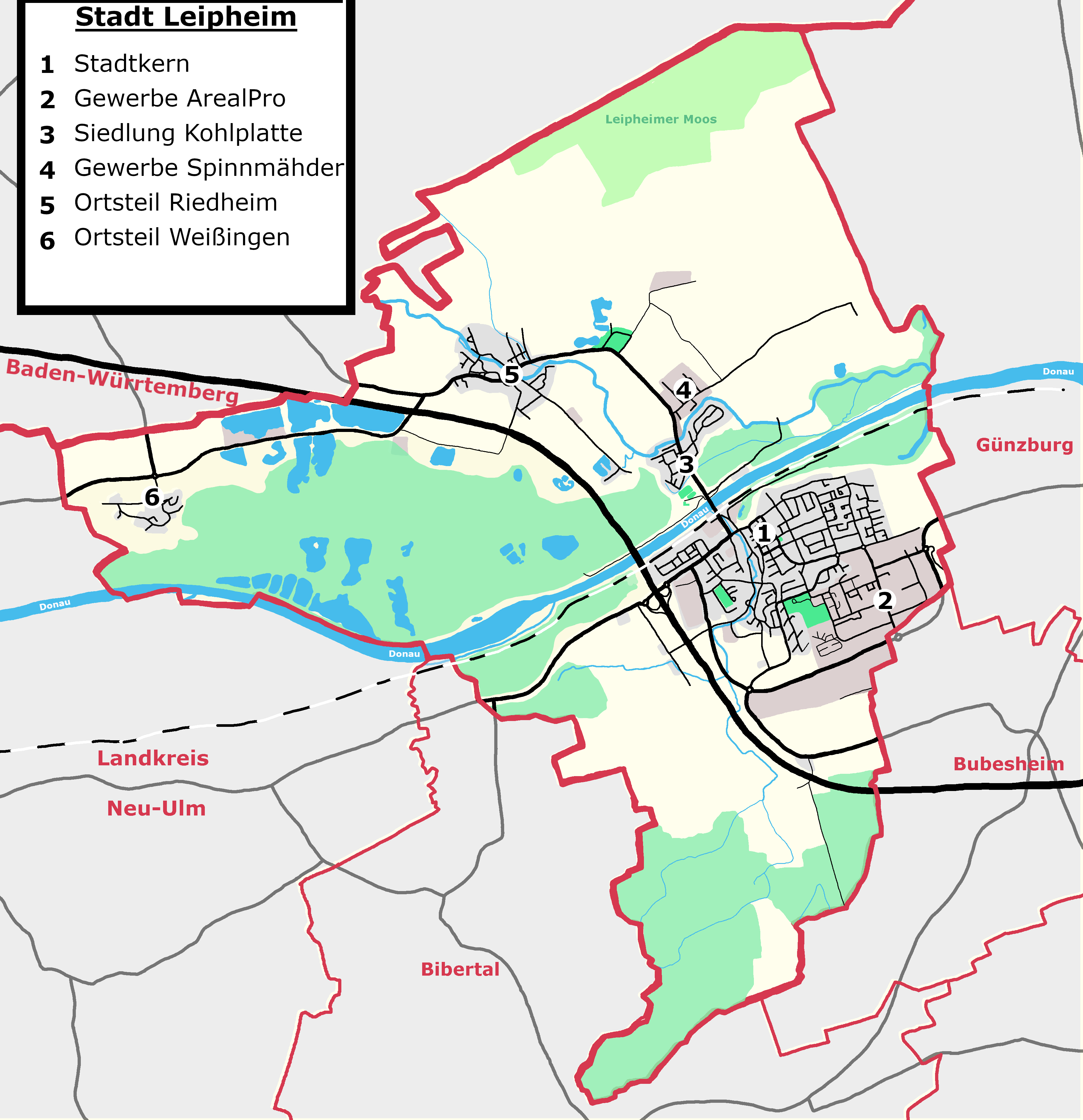

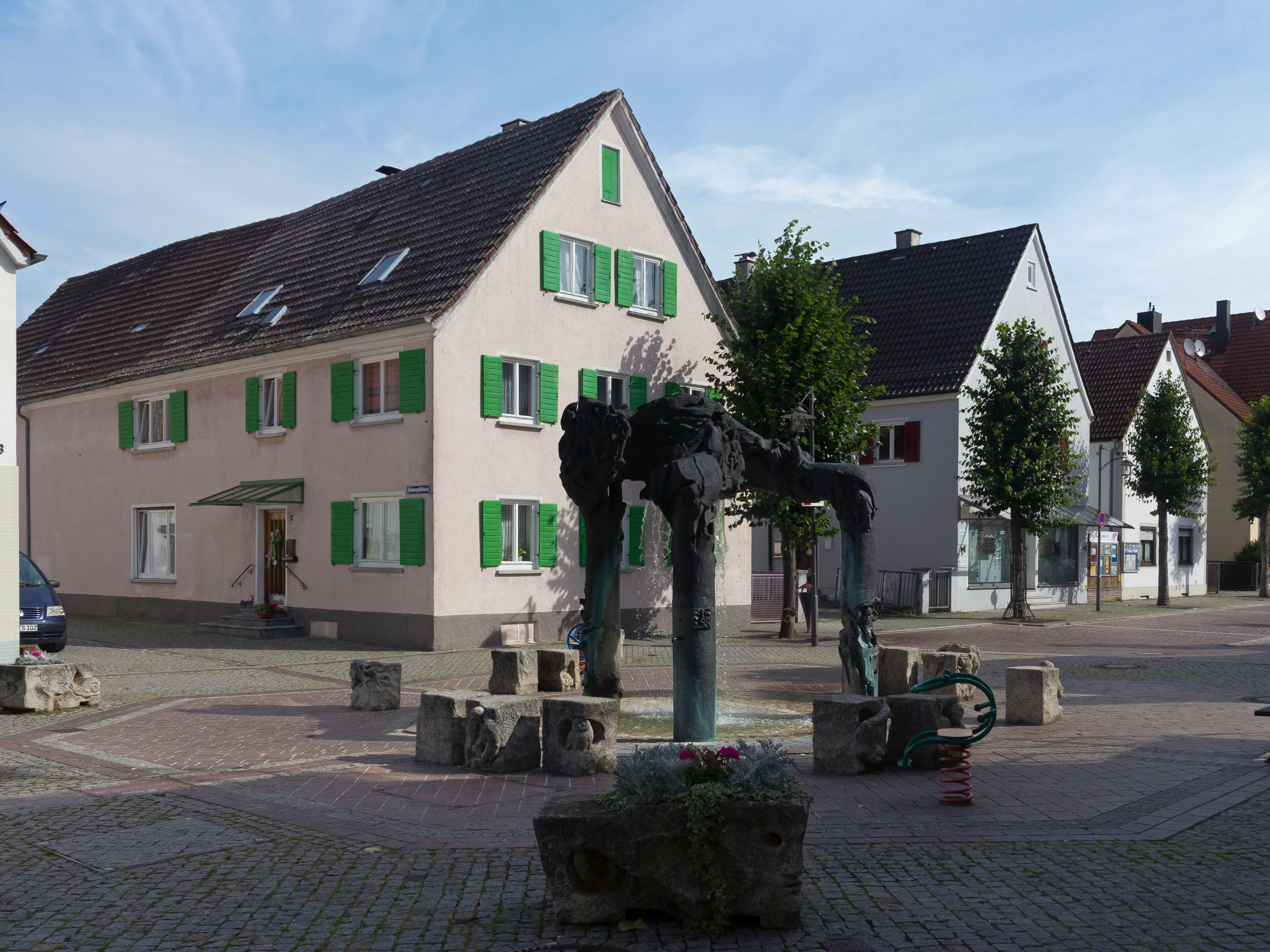
Skulptur auf dem Stadtberg

Die Gemeinde hat drei Gemeindeteile (Siedlungstyp in der Klammer), die zugleich die drei Gemarkungen auf dem Gemeindegebiet sind:
- Leipheim (Hauptort)
- Riedheim (Pfarrdorf)
- Weißingen (Dorf)

### Nachbargemeinden
Im Norden grenzt Leipheim an Langenau (Landkreis Alb-Donau) in Baden-Württemberg, im Osten und Süden an die Große Kreisstadt Günzburg, Bubesheim und Bibertal (alle Landkreis Günzburg) sowie im Westen an die Gemeinde Nersingen (Landkreis Neu-Ulm) in Bayern.

## Geschichte

### Altertum
Die ältesten Funde in Leipheim bezeugen die Besiedlung des heutigen Stadtgebietes mit Beginn der Sesshaftwerdung in der Steinzeit. Ausgrabungen in der Innenstadt brachten 2018 Funde aus der Jungsteinzeit zutage. Keramikscherben und Grubenhaus-Reste datieren auf ca. 5000 v. Chr.

### Bis zur Gemeindegründung
Die Gründung Leipheims wird auf den Bereich zwischen 500 und 550 nach Christus datiert. Die Gründer waren wahrscheinlich Alemannen. Aus einer Schenkungsurkunde des Ritters Gumprecht von Liebheim im Jahr 1063 geht hervor, dass sich um diesen Zeitraum bereits eine Burg bei Leipheim befand, vermutlich um den bedeutenden Donauübergang zu überblicken.
Ab 1143 befand sich die Pfarrkirche St. Veit samt umliegender Ländereien im Besitz des Klosters Elchingen, bestätigt 1225 durch Papst Honorius III.

### Leipheim und die Güssen

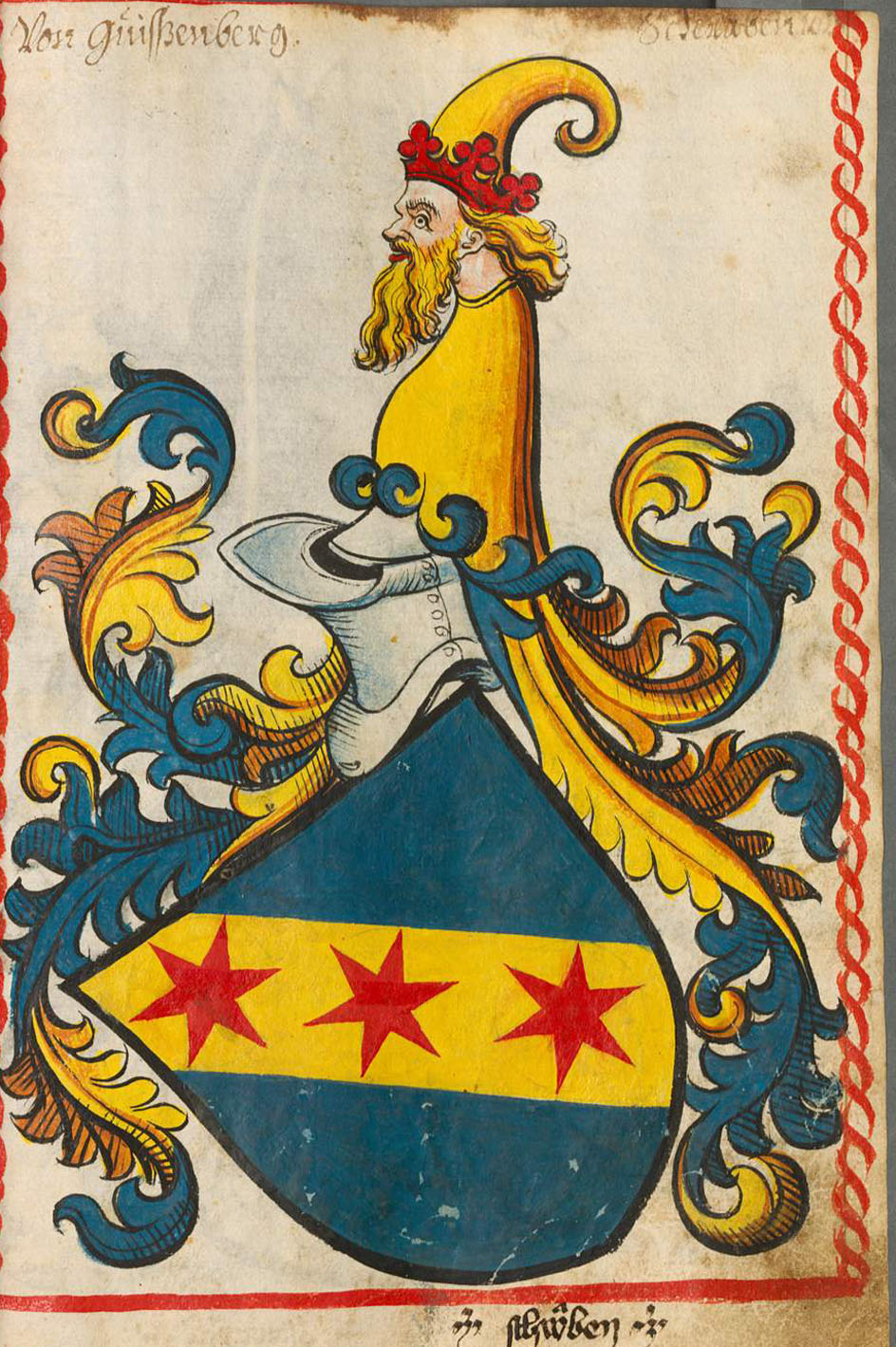
Das Wappen der Adelsfamilie Güß von Güssensberg

Leipheim ging 1267 in den Besitz von Gerwig I. Güß von Güssenberg. Bereits 1315 gründeten die Güssen die heute noch existente Hospitalstiftung. Unter der Herrschaft der Güssen wuchs das Dorf beträchtlich und bekam am 29. Mai 1327 von Kaiser Ludwig IV. (Ludwig der Bayer) die Markt- und am 17. November 1330 die Stadtrechte verliehen. Danach wurde mit der Errichtung von Mauern für die Oberstadt begonnen. Von der Adelsfamilie der Güssen ist auch das heutige Stadtwappen inspiriert.
Ab 1373 erwarb der Graf von Württemberg nach und nach die Stadt.

### Bauernkrieg und Ulmer Herrschaft
1453 kaufte die freie Reichsstadt Ulm die Stadt Leipheim von Graf Ulrich V. von Württemberg für 23.200 Gulden.
Um 1524 kam es infolge protestantischer Predigten des Leipheimer Pfarrers Hans Jakob Wehe zu Unruhen im Bereich der Städte Leipheim und Günzburg. Der Stadtrat von Günzburg verbot den Bürgern die Reise nach Leipheim. 1525 beschloss der Ulmer Stadtrat seine Verhaftung. Nahe Leipheim erhob sich unter Führung Wehes im Deutschen Bauernkrieg von 1525 der Leipheimer Haufen (ca. 5000 Bauern) gegen die Stadt Ulm und wurde von dem Heer des Schwäbischen Bundes, der von Ulm angeführt wurde, besiegt.
1531 wurde Ulm protestantisch, ebenso Leipheim. 1559 begann der Bau des heutigen Schlosses Leipheim am westlichen Rand der Stadt.
Während des Dreißigjährigen Krieges flohen die Einwohner 1643 nach Ulm. Kaiserlich-österreichische Truppen plünderten und setzen die Stadt in Brand. Danach erfolgte der Wiederaufbau der Stadt.
Mit dem Reichsdeputationshauptschluss von 1803 kam der Ort als Teil der Stadt Ulm zu Bayern. Leipheim war eine der wenigen Besitzungen der freien Reichsstadt Ulm, die nach 1810 bei Bayern verblieben, als im Rahmen eines Gebietsaustausches bayerische Grenzgebiete an Württemberg gingen; die 350-jährige Zugehörigkeit zur Stadt Ulm endete damit. Im Zuge der Verwaltungsreformen in Bayern entstand mit dem Gemeindeedikt von 1818 die heutige Gemeinde.

### Moderne und Gegenwart

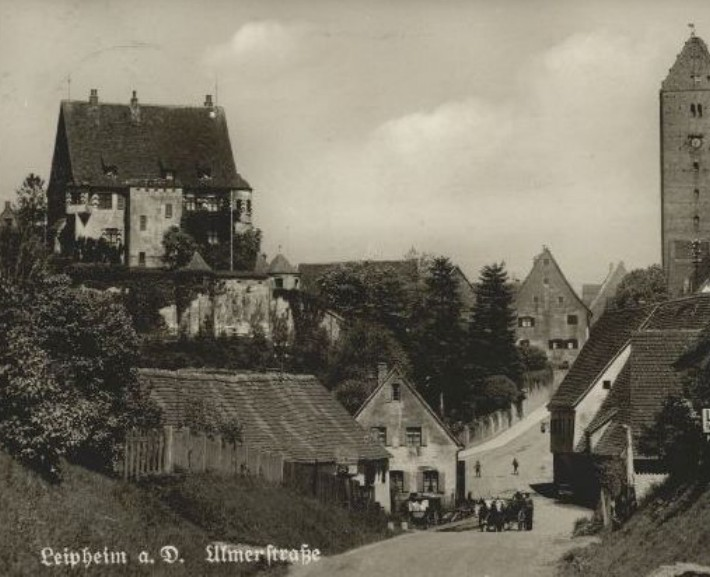
Leipheimer Schloss auf einer Postkarte aus dem Jahr 1925

Unter der durch einen Vulkanausbruch ausgelösten Hungersnot von 1816/17 litt die Stadt sehr. Seit 1818 feiern die Leipheimer deshalb das Leipheimer Kinderfest, welches seither jedes Jahr am 2. Juliwochenende stattfindet.
Mit dem Bau der Eisenbahnstrecke Ulm-Augsburg 1853 erhielt Leipheim erstmals einen Anschluss an das nationale Eisenbahnnetz, welchen es bis heute hat. Am 1. August 1854 wurde der neugebaute Bahnhof Leipheim eröffnet. Das Empfangsgebäude wurde 2018 in Rahmen von Parkraumschaffungsmaßnahmen abgerissen. Am 12. Oktober 1855 kam es zu einem großen Brand in der Innenstadt, infolge dessen 21 Familien obdachlos wurden und die Gründung der Leipheimer Feuerwehr beschlossen wurde.
1937 wurde die 359,22 m lange und 10,8 m breite Stahlbetonbrücke, Teil der heutigen A 8, fertiggestellt. Es handelte sich hierbei um einen Entwurf der Architekten Willy Stöhr und Paul Bonatz. Im September desselben Jahres begann der Flugbetrieb auf dem Fliegerhorst Leipheim. Seine Existenz und Entwicklung beeinflusste maßgeblich die Stadt Leipheim und einen großen Teil des nördlichen Landkreises. Am 18. Juli 1942 startete mit der Messerschmitt Me 262 das erste serienreife Düsenflugzeug der Welt vom Leipheimer Fliegerhorst zu seinem Jungfernflug. 
Von 1945 bis 1950 wurde auf dem von den Alliierten besetzten Gelände ein Lager für „Displaced Persons“ eingerichtet. 1946 lebten dort 3150 heimatlose Juden (1948 waren es noch 1850). Dort gab es eine Talmud-Tora-Schule und eine Jeschiwa. Mit dem Zuzug von 900 Menschen gewann die Stadt wieder an Einwohnern und Reichtum. Gottfried Wanzl, Gründer der Wanzl Metallwarenfabrik, war einer von ihnen.
Nach Ende des Zweiten Weltkriegs fungierte der Flugplatz Leipheim Air Base als Stützpunkt der United States Army Air Forces, bis dieser am 25. September 1992 außer Dienst gestellt wurde. Danach übernahm die Bundeswehr den Fliegerhorst; dieser wurde 2008 aufgelöst.

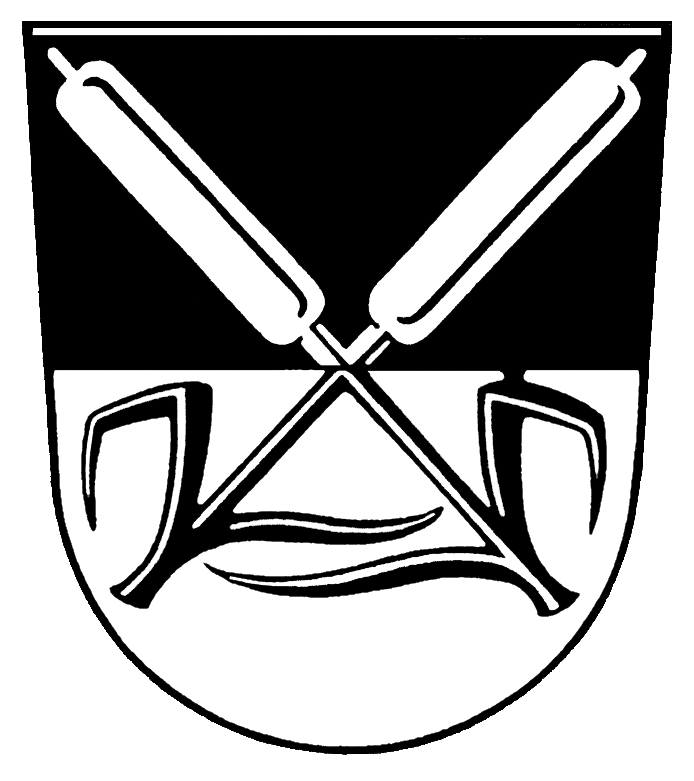
Wappen von Riedheim

Leipheim, Günzburg und Bubesheim haben 2010 mit dem Landkreis Günzburg den Zweckverband Areal Pro gegründet und das 256 ha große Fliegerhorstgelände erworben. Neben dem Bau der Umgehungsstraße für Leipheim ist eine zivile Nachnutzung geplant. Es sollen dort 90 ha Gewerbeflächen entstehen.

### Eingemeindungen
Im Zuge der Gebietsreform in Bayern wurde am 1. Januar 1971 auf eigenes Bestreben hin die Gemeinden Riedheim und Weißingen eingegliedert.

### Einwohnerentwicklung
Zwischen 1988 und 2018 wuchs die Stadt von 5183 auf 7209 um 2026 Einwohner bzw. um 39,1 % – der höchste prozentuale Anstieg im Landkreis im genannten Zeitraum. Zwischen Dezember 1946 und Januar 1949 lebten zeitweise 1411 bis 3150 Menschen zusätzlich im vom UNRRA eingerichteten DP-Camp Leipheim, dessen Bewohner nicht zur Bevölkerung der Stadt zugerechnet wurden.
Die Einwohneraufteilung ist wie folgend:
- Leipheim, Hauptort: 6808
- Leipheim, Riedheim: 720
- Leipheim, Weißingen: 72[18]

## Politik

### Stadtrat
Der Stadtrat hat 20 Mitglieder. Seit der Kommunalwahl am 15. März 2020 verteilen sich die Sitze auf folgende Listen:
| Partei/Liste                         | Sitze | Stimmenanteil |
| CSU                                  | 7     | 36,5 %        |
| SPD                                  | 3     | 14,8 %        |
| Grüne                                | 2     | 11,3 %        |
| Unabhängige Wählergemeinschaft (UWG) | 7     | 34,6 %        |
| Die Linke                            | 1     | 2,9 %         |
| Gesamt                               | 20    | 100 %         |

Erster Bürgermeister ist Christian Konrad (CSU). Er wurde 2002 Nachfolger von Gerhard Hartmann (SPD) und 2008 in seinem Amt bestätigt. Bei der Kommunalwahl 2014 wurde er mit 93,6 % der gültigen Stimmen erneut wiedergewählt. Bei der Wahl 2020 erhielt dieser 79,0 % der Stimmen.

### Liste der Bürgermeister seit 1818
| Name                 | Amtszeit             | Anmerkungen, Parteizugehörigkeit                             |
| -------------------- | -------------------- | ------------------------------------------------------------ |
| Andreas Biedenbach   | 1818–1835 (17 Jahre) |                                                              |
| Johann Sailer        | 1836–1854 (18 Jahre) |                                                              |
| Johann Nusser        | 1854–1860 (6 Jahre)  |                                                              |
| Andreas Biedenbach   | 1860–1869 (9 Jahre)  |                                                              |
| Bernhard Kohler      | 1870–1887 (17 Jahre) |                                                              |
| Friedrich Sailer     | 1888–1889 (1 Jahre)  |                                                              |
| Andreas Wirth        | 1889–1899 (10 Jahre) |                                                              |
| Martin Biedenbach    | 1900–1920 (20 Jahre) |                                                              |
| Andreas Weiß         | 1920–1933 (13 Jahre) |                                                              |
| Max Dursch           | 1933–1934 (1 Jahre)  | NSDAP                                                        |
| Hans Pfaender        | 1935–1937 (2 Jahre)  | NSDAP                                                        |
| Friedrich Ilgenfritz | 1937–1943 (7 Jahre)  | NSDAP                                                        |
| Franz Förstl         | 1943–1945 (2 Jahre)  | NSDAP                                                        |
| Ursula Lehner        | 1945–1945 (0 Jahre)  | durch amerikanische Streitkräfte eingesetzt                  |
| Andreas Weiß         | 1945–1945 (0 Jahre)  | durch amerikanische Streitkräfte eingesetzt, zweite Amtszeit |
| Eugen Schmidt        | 1946–1952 (6 Jahre)  | SPD                                                          |
| Hermann Groß         | 1952–1965 (13 Jahre) | Freie Wähler                                                 |
| Friedrich Kübel      | 1965–1972 (7 Jahre)  | CSU                                                          |
| Gerhard Hartmann     | 1972–2002 (30 Jahre) | SPD                                                          |
| Christian Konrad     | 2002–                | CSU                                                          |

### Gemeindefinanzen
2013 betrugen die Gemeindesteuereinnahmen 6.825.000 €, davon waren 3.018.000 € Gewerbesteuereinnahmen (netto).
2017 betrugen die Gemeindesteuereinnahmen 9.541.000 €. davon waren 4.624,00 € Gewerbesteuereinnahmen (netto).
Zwischen 2014 und 2017 sank die Gesamtverschuldung von 9.885.000 € auf 7.371.000 €, was einer Verschuldung pro Einwohner von nur 1.034 € entspricht. Dieser Wert liegt weit unter dem Bundes- (3.519 €) und dem Bayern-Durchschnitt (2.378 €).

### Wappen
| Wappen Stadt Leipheim | Blasonierung: „In Blau ein mit drei sechsstrahligen roten Sternen belegter goldener Schrägbalken.“ |
| Wappen Stadt Leipheim | Wappenbegründung: Das Stadtwappen geht auf das Familienwappen der Güß von Güssensberg zurück, unter deren Herrschaft das Stadtrecht verliehen wurde. Von 1404 stammt die erstmals überlieferte Verwendung des heutigen Stadtwappens, damals allerdings noch mit nur einem Stern im Querbalken. Ab dem frühen 19. Jahrhundert stammt die heutige Abwandlung mit dem blauen Grund, gelben Querbalken und 3 sechsstrahligen Sternen. |

### Städtepartnerschaften
- Ungarn: Seit 1993 besteht eine Partnerschaft mit der ungarischen Stadt Fonyód am Plattensee, die mit regelmäßigen Besuchen gepflegt wird.

## Wirtschaft und Infrastruktur

### Wirtschaft
Größter Arbeitgeber mit über 1600 Mitarbeitern am Standort ist Wanzl. Seit 1947 hat sich das Familienunternehmen von einem kleinen Handwerksbetrieb zu einem Weltmarktführer in mehreren Bereichen entwickelt. Es werden neben Produkten und Dienstleistungen für den Handel Flughäfen, Hotels und zahlreiche Onlinehändler mit Gepäck- bzw. Logistikwagen beliefert. Inzwischen werden am weltweiten Hauptsitz drei Werke betrieben. Diese wurden in den letzten Jahren stetig ausgebaut. Ein weiteres, global agierendes Familienunternehmen ist die Firma Oechsle System GmbH mit ca. 160 Beschäftigten.
Außerdem gab es seit 1935 einen Luftwaffenstützpunkt, der aber Ende 2008 aus Kostengründen geschlossen wurde. Auf dem Gelände des ehemaligen Fliegerhorstes entsteht seit 2010 unter den Namen Areal Pro ein Interkommunales Gewerbegebiet, an welchem sich die Städte Günzburg, Leipheim, die Gemeinde Bubesheim sowie der Landkreis Günzburg beteiligen.
Seit Ende 2016 hat Britax Römer, ein weltweiter Hersteller von Produkten für Kindersicherheit, seinen Hauptsitz in Leipheim.
Es gab 2012 im Bereich der Land- und Forstwirtschaft 49, im produzierenden Gewerbe 1991 und im Bereich Handel, Verkehr und Gastgewerbe 513 sozialversicherungspflichtig Beschäftigte am Arbeitsort. In sonstigen Wirtschaftsbereichen waren 403 Personen beschäftigt. Beschäftigte am Wohnort gab es insgesamt 2670. Im verarbeitenden Gewerbe gab es vier, im Bauhauptgewerbe neun Betriebe. 2010 bestanden 36 landwirtschaftliche Betriebe mit einer landwirtschaftlich genutzten Fläche von insgesamt 1735 ha, davon waren 1217 ha Ackerfläche und 436 ha Dauergrünfläche.

### Verkehr
Leipheim hat eine Autobahnausfahrt an der A8. Sie liegt ca. 7 km östlich des Autobahnkreuzes Ulm-Elchingen von A8 und A7.
Die Stadt wird am Haltepunkt Leipheim an der zweigleisigen Bahnstrecke Ulm–Augsburg im SPNV bedient, wo im Stundentakt die RE-Linie 9 zwischen Ulm, Augsburg und München sowie die agilis-RB-Linie 15 zwischen Ulm, Donauwörth und Ingolstadt halten. Statt des 2018 abgerissenen Empfangsgebäudes befindet sich an seiner Stelle nun ein Parkplatz der Firma Wanzl. Geplant ist ein S-Bahn-Halt im Regio-S-Bahn Donau-Iller-Verbund.
Leipheim ist an den internationalen Fernradweg Donauradweg und an den europäischen EuroVelo-Radweg EV 6 Flüsseroute (verläuft vom Atlantik bis zum Schwarzen Meer) angeschlossen. Geplant ist des Weiteren eine Anbindung an das Radschnellnetzwerk der Region Donau-Iller.

### Bildung
Stand 2013:
- vier Kindergärten

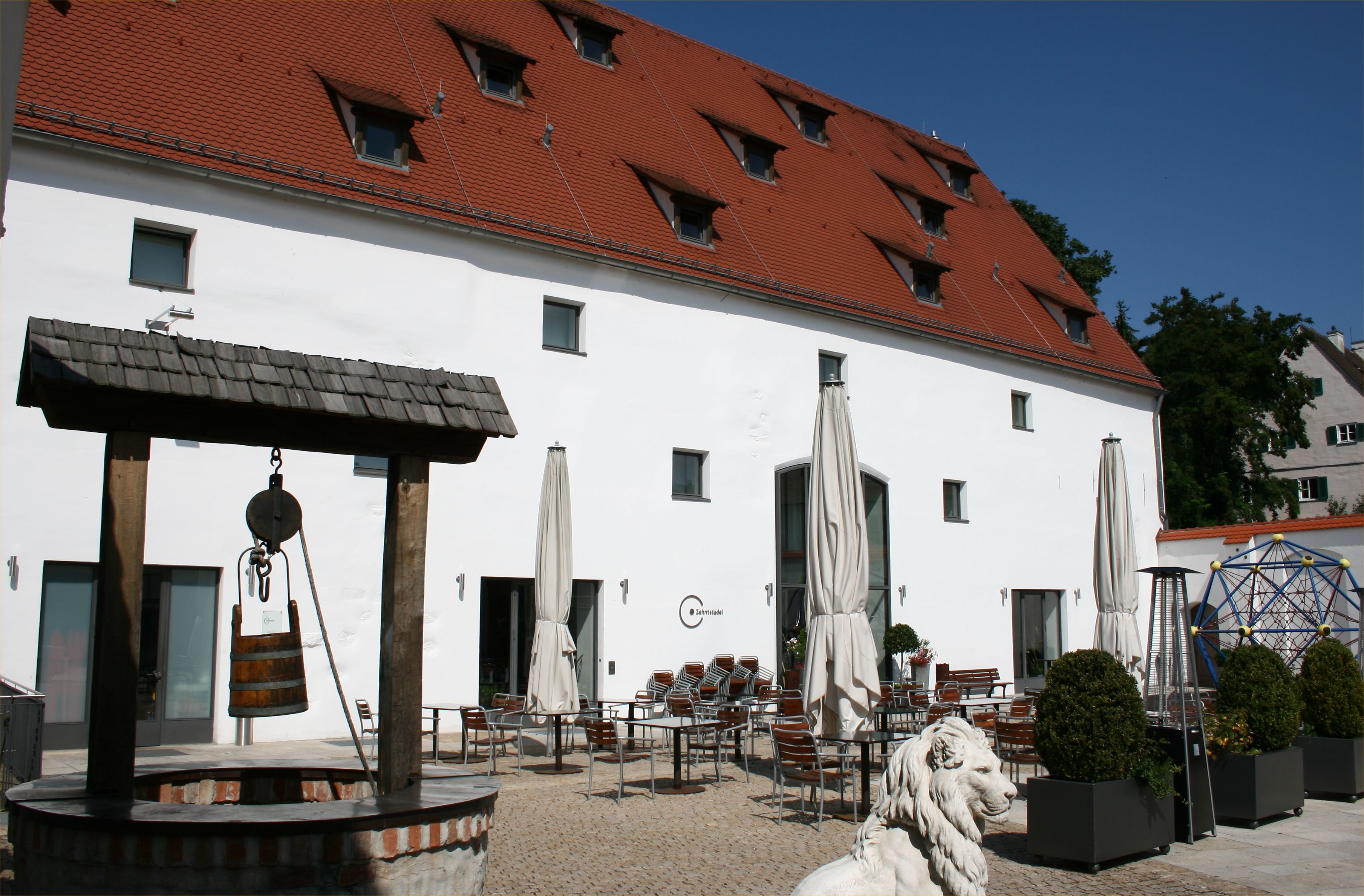
Im Zehntstadel in Leipheim finden kulturelle Veranstaltungen statt

- zwei Volksschulen mit rund 500 Schülern
- die Außenstelle der Volkshochschule Günzburg

### Vereine
- Die Stadtkapelle Leipheim wurde 1913 gegründet und ist heute fester Bestandteil vieler kultureller Veranstaltungen mit über 40 Musikern in den Bereichen Bigbandsound, traditionelle böhmische Blasmusik, Evergreens und Klassiker für Blasorchester.[35]
- Der BC Leipheim war bis 2008 ein Basketballverein von 1995 mit ca. 80 aktiven und passiven Mitgliedern.
- In der Faschingsgesellschaft Leipheimer Haufen von 1974 sind die Tanzsportgruppe Güssengarde, Jugendgarde, Kindergarde, Elferrat, Showmix und Guggamusik. Es hat hier über 200 Mitglieder; die Gesellschaft ist Mitglied der Faschingsvereinigung der Sieben Schwaben im Landesverband Württembergischer Karneval (LWK) und dem Bayerisch-Schwäbischen Fasnachtsverband (BSF).
- Der VfL Leipheim 1898 ist der größte Sportverein mit rund 1100 Mitgliedern in den Abteilungen Boxen, Fußball, Handball, Leichtathletik, Schach, Tennis, Turnen und Volleyball.
- Handball

Die Handballabteilung des VfL nimmt mit Herrenmannschaften, Damenteams und Nachwuchsmannschaften am Spielbetrieb des Bayerischen Handballverbandes (BHV) teil. Größter Erfolg der Handballabteilung war bisher neben der dem Aufstieg in die 4. Liga 1977 die  Südbayerische Vizemeisterschaft (4. Liga) 1979.

#### Fliegerhorstmuseum Leipheim
Das Fliegerhorstmuseum Leipheim von 2005 befindet sich seit 2010 im Gebäude 361 des ehemaligen Fliegerhorstes Leipheim mit dem Zweck, hier eine dauerhafte Ausstellung aufzubauen. Nach dem Zusammenschluss von Soldatenverein und Fliegerhorstmuseum ist die Mitgliederzahl auf ca. 90 gestiegen.

#### Freiwillige Feuerwehr Leipheim
Die Freiwillige Feuerwehr Leipheim von 1865 im Feuerwehrhaus und Vereinsheim Steingasse 5 (früher Schlosshof) hat ca. 140 Mitglieder. Für die Nachwuchssicherung betreibt die Feuerwehr Leipheim eine Jugendfeuerwehr und seit einigen Jahren eine Kinderfeuerwehr.

#### Deutsche Lebens-Rettungs-Gesellschaft
Der Kreisverband Leipheim/Günzburg der Deutschen Lebens-Rettungs-Gesellschaft mit ca. 450 Mitgliedern ist 1970 aus der Ortsgruppe Leipheim hervorgegangen und die zuständige DLRG-Gliederung für die Landkreise Günzburg und Neu-Ulm. Im Rahmen des Katastrophenschutzes ist die DLRG Leipheim/Günzburg mit einem Tauchtrupp in den KAT-Wasserrettungszug Schwaben Süd eingebunden. Die Schulungs- und Einsatzzentrale wurde 2008 eingeweiht. Zur Nachwuchssicherung unterhält die DLRG Leipheim/Günzburg ein Jugend-Einsatz-Team (JET-Team).

## Baudenkmäler

Leipheim
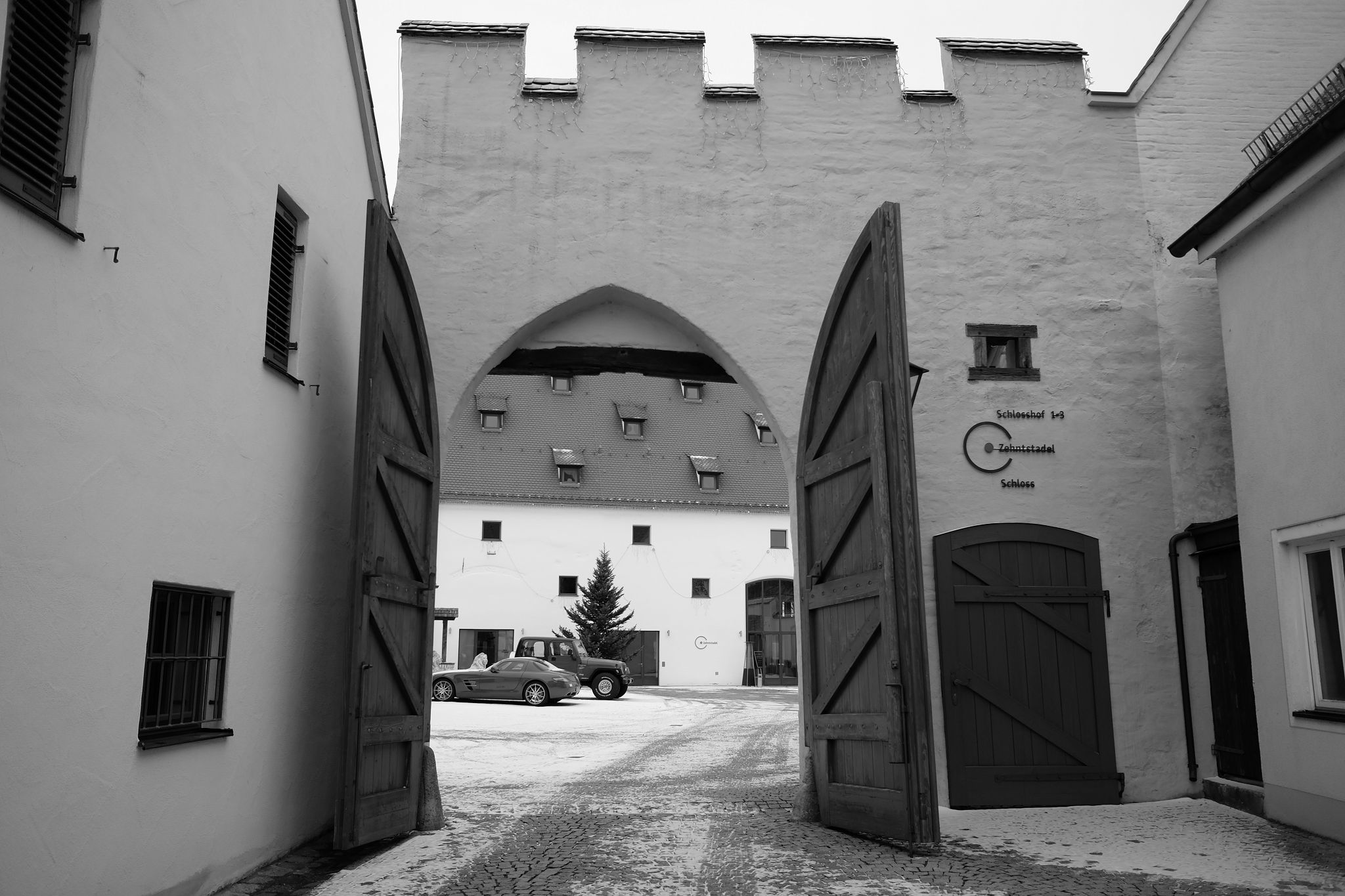
Leipheim, Tor zum Zehntstadl
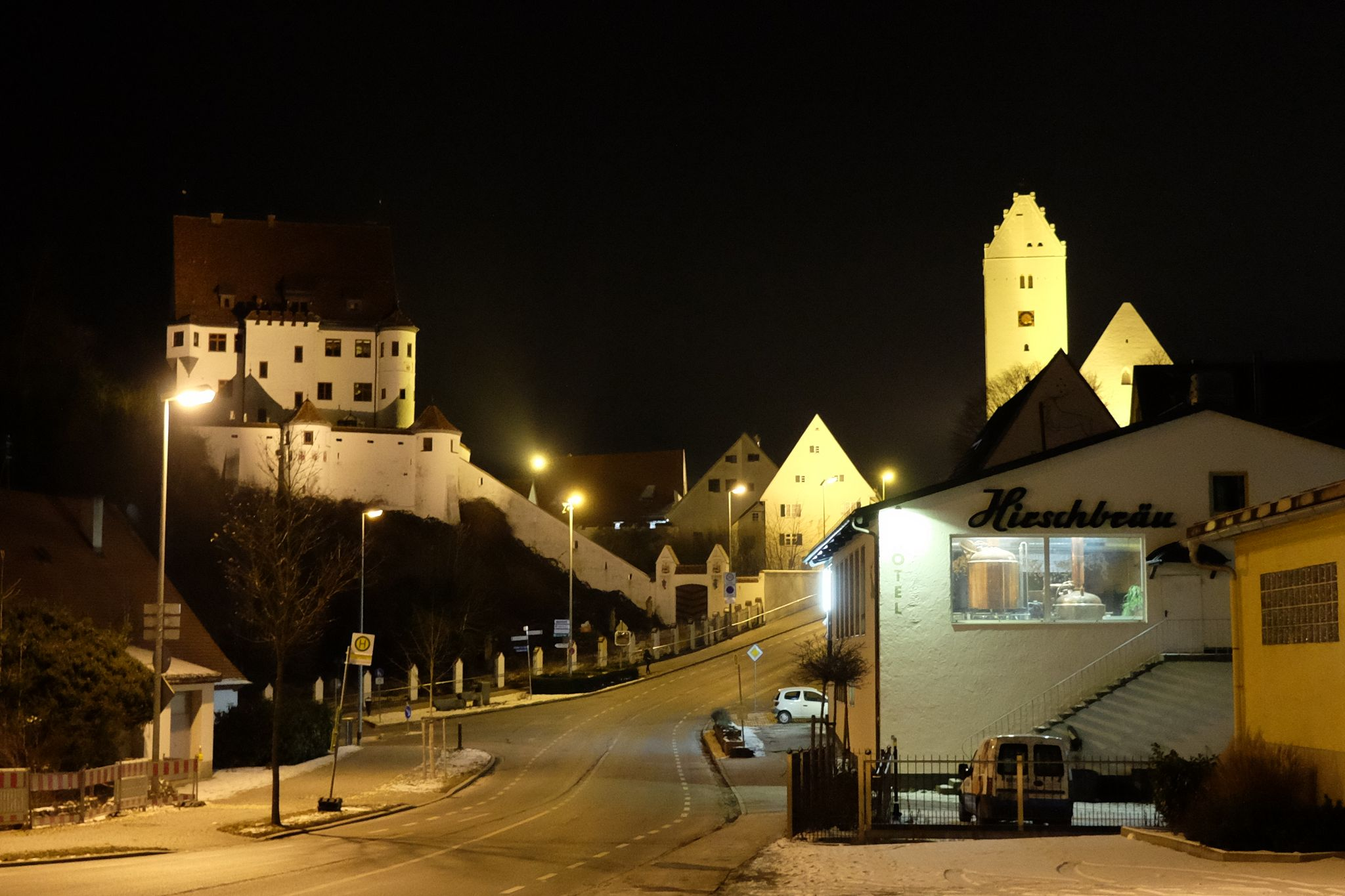
Leipheimer Schloss und Kirche und Hirschbräu
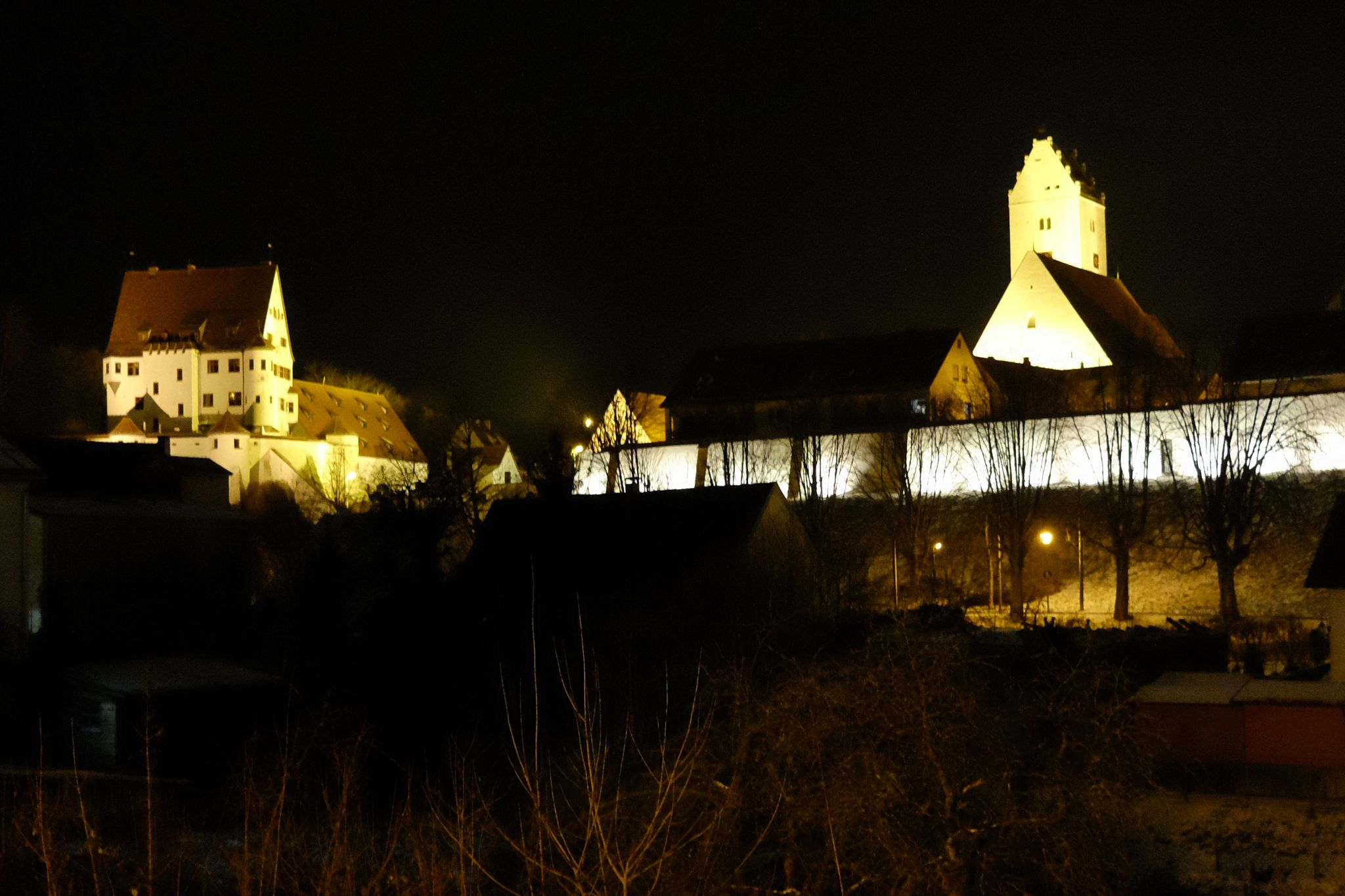
Leipheimer Schloss und Kirche mit Stadtmauer
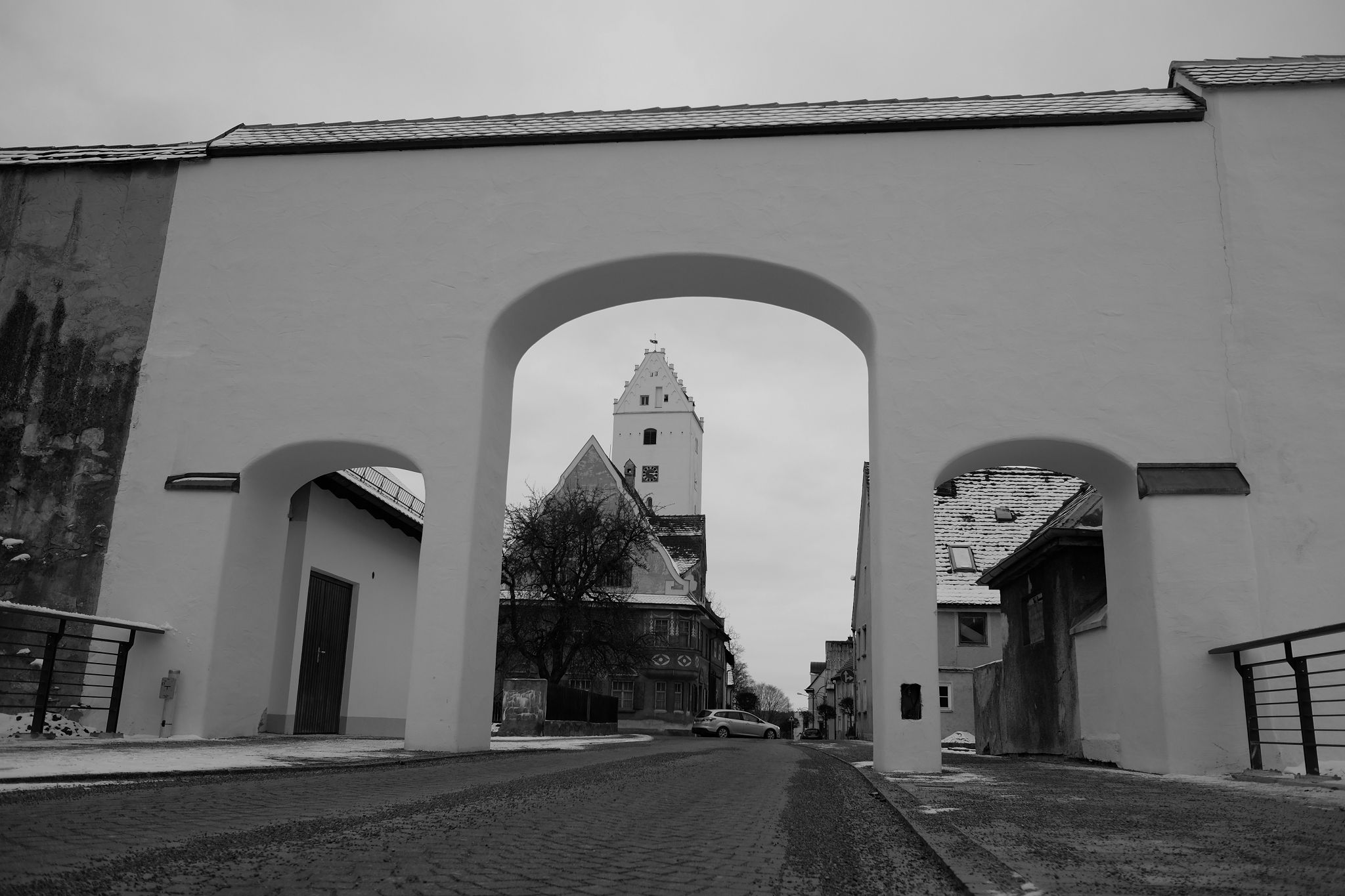
Leipheim, neues Stadttor und Kirche
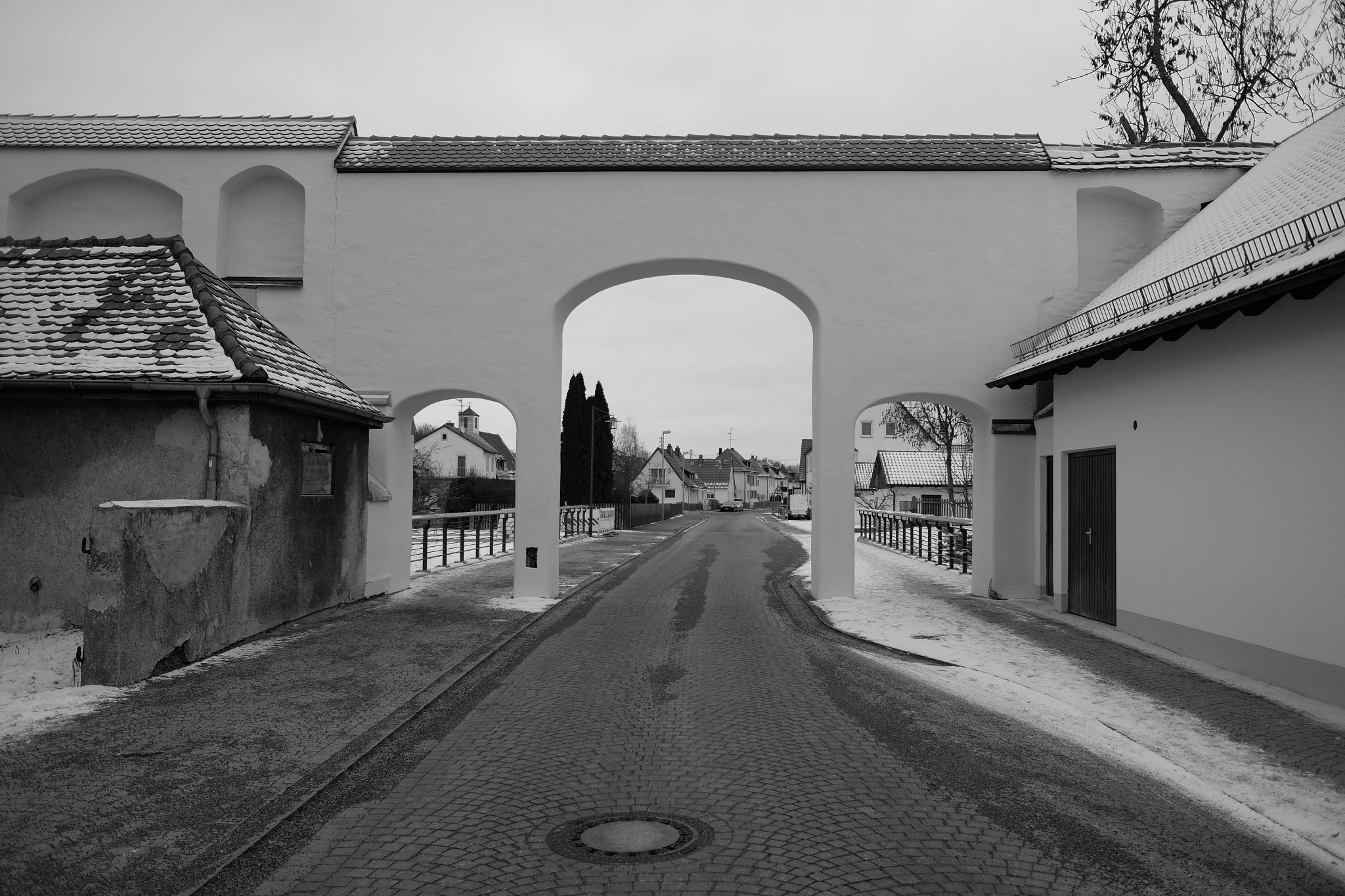
Leipheim, neues Stadttor
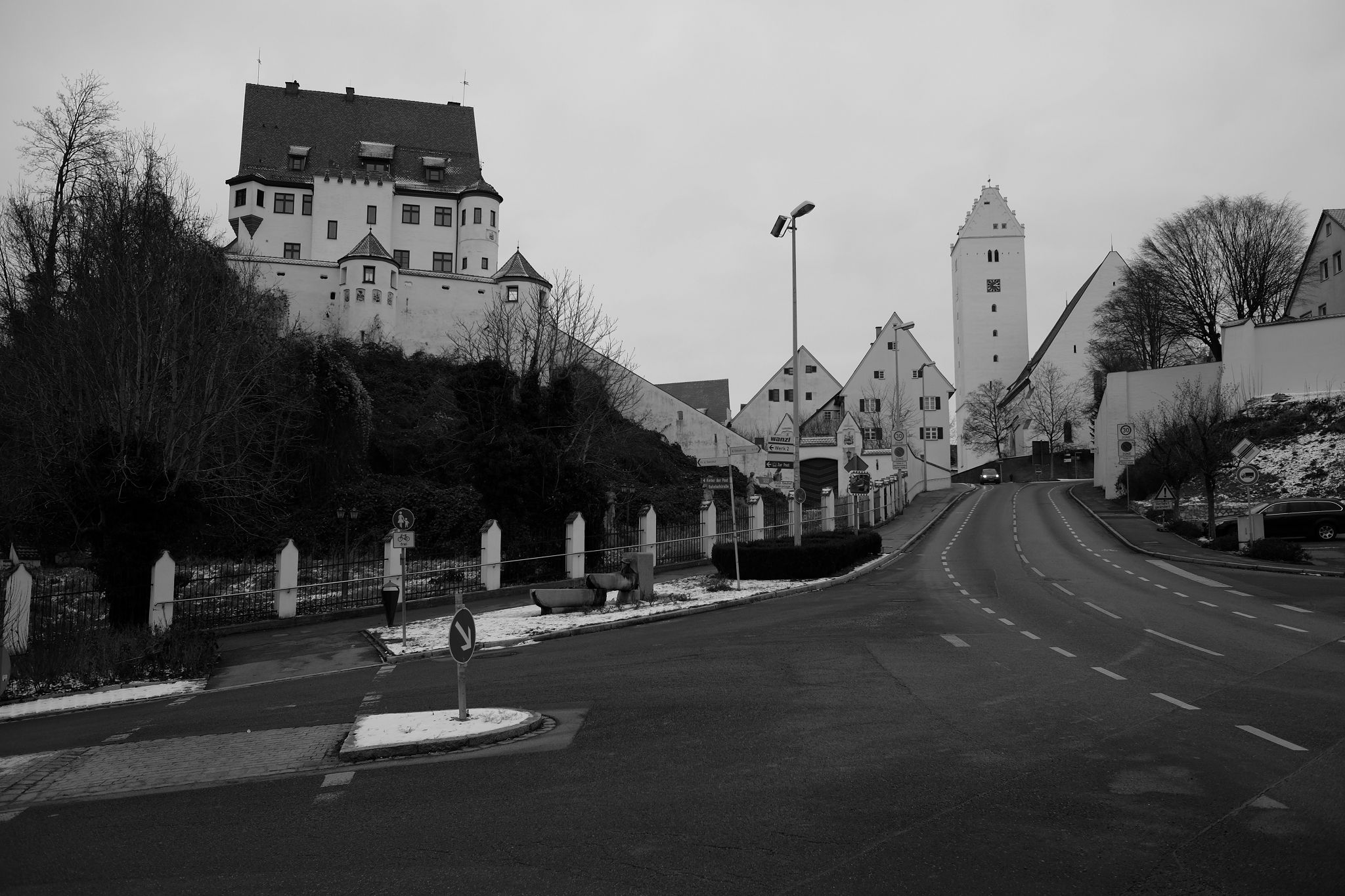
Leipheimer Schloss und Kirche
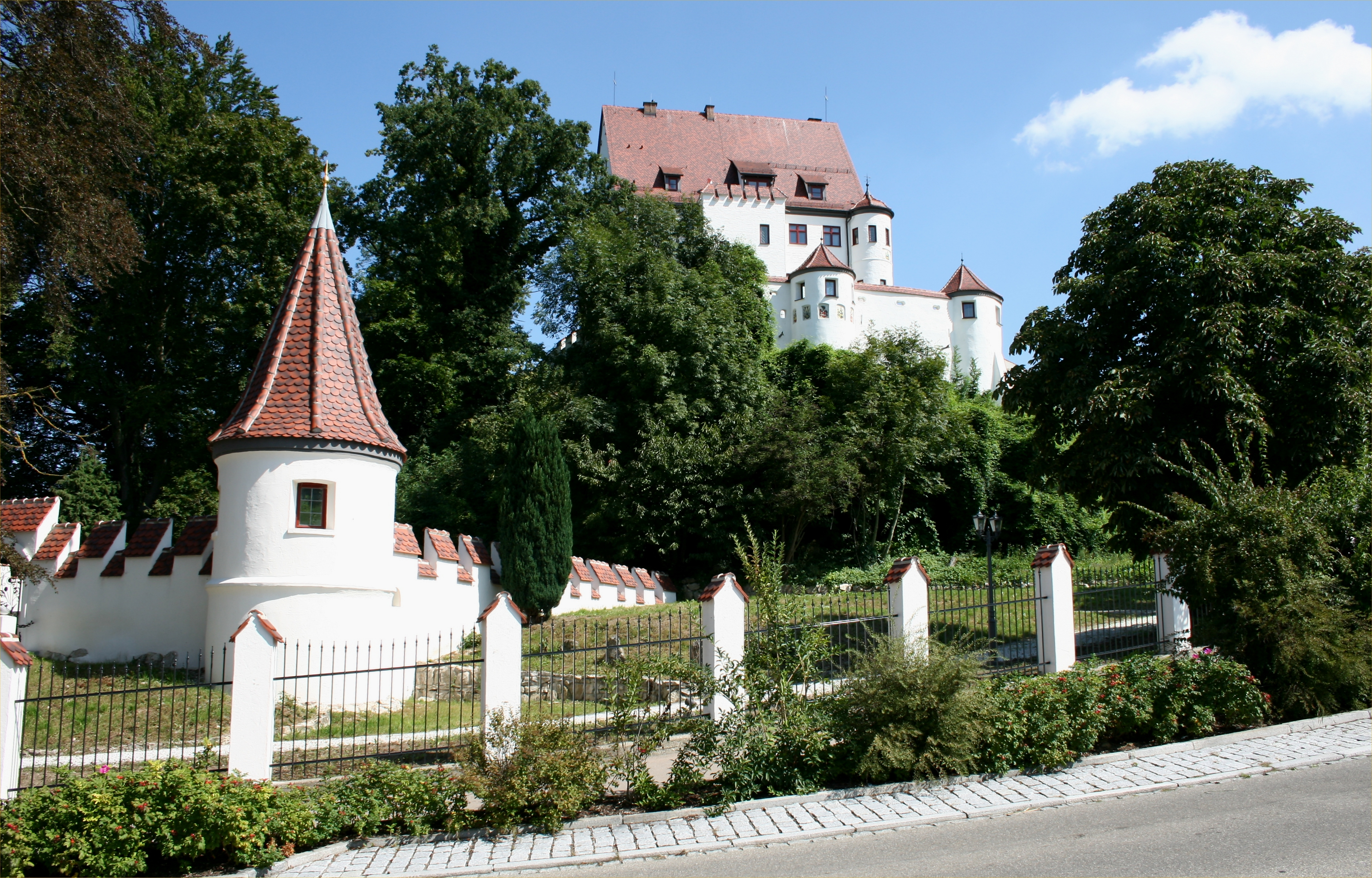
Leipheimer Schloss
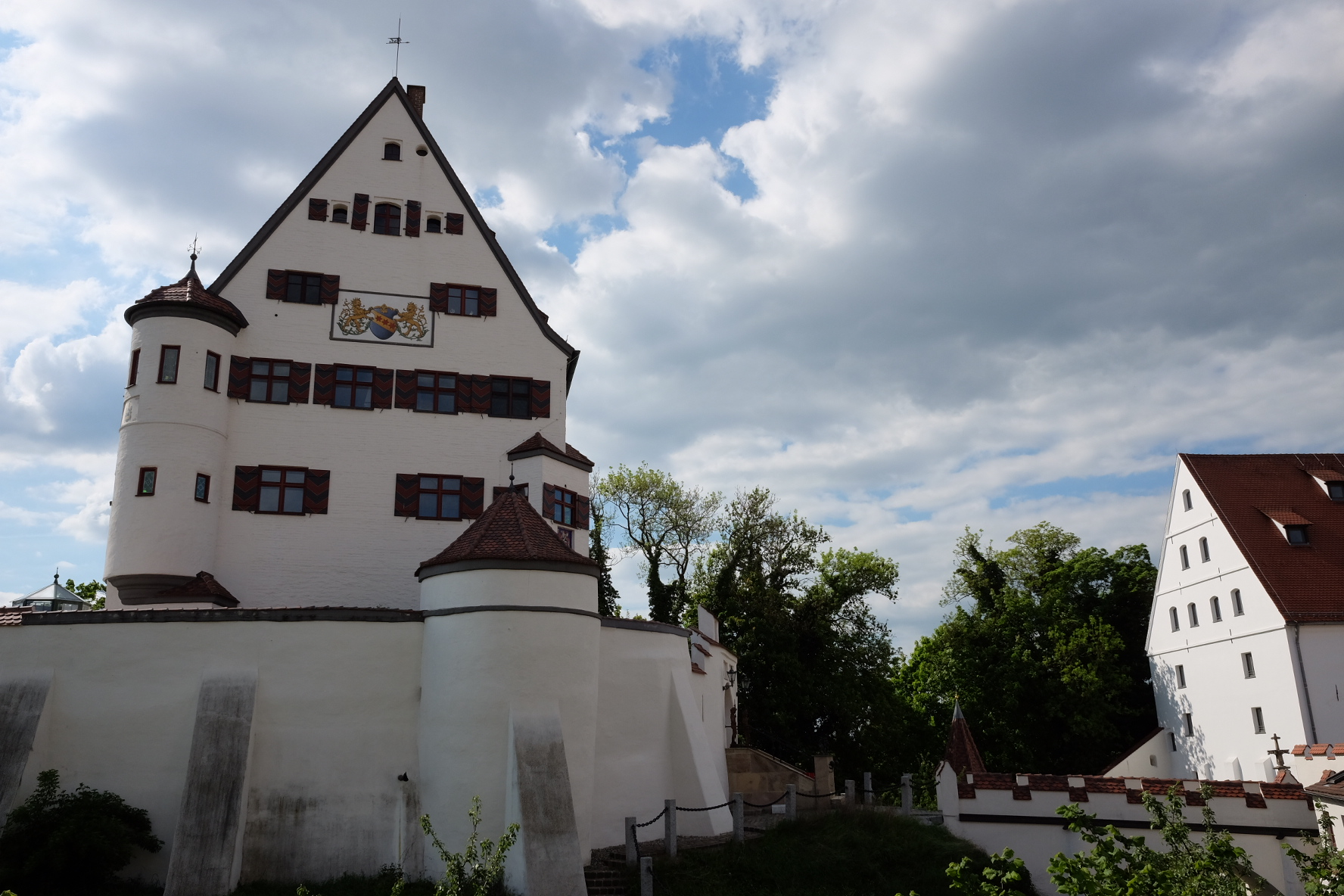
Leipheimer Schloss

## Besondere Ereignisse
Seit 1818 findet einmal im Jahr das Leipheimer Kinderfest statt, das an das Ende der Hungersnot erinnern soll, die 1816/17 die Stadt Leipheim heimsuchte. Grund der Hungersnot war der Ausbruch des Vulkans Tambora in Indonesien im April 1815.

## Söhne und Töchter des Ortes
- Hans Karg (1551– ca. 1610), schwäbischer Maler
- Christoph Pfautz (1645–1711), Mathematiker, Astronom, Geograph und Bibliothekar
- Johann Peter Miller (1725–1789), evangelischer Geistlicher und Hochschullehrer an der Universität Göttingen
- Ernst Geyer (1888–1949), Jurist und Präsident der Reichsbahndirektion Nürnberg
- Ernst Führich (* 1948), Professor der Rechtswissenschaften an der Hochschule Kempten
- Bernd Oberdorfer (* 1961), Professor für Systematische Theologie und Ökumene an der Universität Augsburg